# Minimelanolocus dumeti
Minimelanolocus dumeti är en svampart som först beskrevs av Lunghini & Pinzari, och fick sitt nu gällande namn av R.F. Castañeda & Heredia 2001. Minimelanolocus dumeti ingår i släktet Minimelanolocus, divisionen sporsäcksvampar och riket svampar.   Inga underarter finns listade i Catalogue of Life.